# Sydötakahe
Sydötakahe (Porphyrio hochstetteri) är en starkt utrotningshotad fågel inom familjen rallar som är endemisk för Nya Zeeland.

## Utseende och läten
Sydötakahen är en mycket stor (63 cm) och tung flygoförmögen blågrön rall. Den påfågelsblå på huvud, bröst, hals och skuldror. Ovansidan är olivgrön och blå. Den har en mycket kraftig röd näbb och röd sköld ovan näbben. De stora och kraftiga benen är även de röda. Lätet beskrivs som ett långsamt och djupt "coo-eet", varningslätet ett djupt "oomf".

## Utbredning och systematik
Tidigare behandlades sydötakahe och den utdöda nordötakahe (P. mantelli) som samma art, takahe. Numera anses de allmänt vara skilda arter. 

## Status och hot
Från att tidigare ha levt över hela Sydön är nu arten mycket sällsynt. Den har varit hotad länge och ansågs ett tag vara helt utrotad men återupptäcktes i en gömd dalgång 1948. IUCN kategoriserar den som starkt hotad. Ett program för uppfödning i fångenskap pågår och ett mindre antal fåglar har hittills kunnat sättas ut i det fria. 2023 beräknas det finnas cirka 500 individer. Fåglarna hotas av invasiva rovdjur som råttor, tvättbjörnar och hermeliner.